# 부비콘역
부비콘역(독일어: Banhnhof Bubikon)은 스위스 취리히주 부비콘 지자체에 있는 기차역이다. 역은 발리젤렌에서 우스터 및 라퍼스빌까지의 철도 노선에 있으며 취리히 S-반 노선 S5 및 S15가 운행된다.
부비콘은 이전에 외리콘에서 바우마까지의 철도(UeBB)가 교차하는 지점이었으며, 이 철도는 역의 양쪽 끝에서 발리젤렌에서 라퍼스빌까지 분기되었다. 원래 외리콘에 있는 남쪽의 UeBB는 수년간 볼프하우젠까지 화물 사이딩으로 사용되었지만, 2018년 현재 이 구간은 더 이상 주요 철도 네트워크에 연결되지 않는다. 북쪽에 있는 UeBB는 원래 힌빌과 바우마까지 연결되어 있었지만, 힌빌까지는 폐기되었다.